# Llanura de Bedford
Llanura de Bedford. Región baja y llana del este de Inglaterra (Reino Unido).
Constituida por la mayor parte de los fens (pantanos) meridionales, que comprende porciones de Lincolnshire, Cambridgeshire, Suffolk y Norfolk.
Comarca antaño pantanosa, aparece ahora desecada por un complejo sistema de drenaje artificial con empleo de bombas, porque la región está casi al nivel del mar y en varias zonas algo más abajo.
Su fértil suelo produce trigo, remolacha, patatas, frutas y verduras. El primer trabajo extenso de drenaje fue llevado a cabo en el s. XVII bajo los auspicios del duque de Bedford, que dio nombre a la llanura.
- Datos: Q5977749